# Республика Афганистан (1987—1992)
Республика Афганистан (пушту د افغانستان جمهوریت‎, дари جمهوری افغانستان) — афганское государство существовавшее на территории современного Афганистана в 1987—1992 годах после переименования ДРА, при правлении Мохаммада Наджибуллы, вплоть до образования моджахедами Исламского государства (апрель 1992 года).

## История
4 мая 1986 по решению XVIII пленума ЦК НДПА Бабрак Кармаль «был освобождён по состоянию здоровья». Смещение с должности было вызвано переменами в СССР, где генсеком стал Горбачёв. Новым председателем Революционного совета ДРА 1 октября стал Мохаммад Наджибулла.

### Изменения
Наджибулла начал проводить демократизацию страны и поиску компромисса c вооруженной оппозицией («национальное примирение»). Аграрная реформа была свернута, разрешалась частная собственность, максимум земельного надела увеличивался до 20 га. 30 ноября 1987 года в соответствии с новой конституцией, Лойя джирга избрала Наджибуллу президентом, восстановив тем самым должность которая была упразднена после Саурской революции.

### Прекращение советской поддержки
14 апреля 1988 в Женеве правительствами Пакистана и Афганистана при участии в качестве гарантов США и СССР были подписаны «Соглашения по урегулированию ситуации в Республике Афганистан», направленые на урегулирование вооружённого конфликта в Афганистане. По договору, СССР обязывался прекратить поддерживать правительство Афганистана, США и Пакистан прекращали поддерживать Моджахедов.
Афганская оппозиция не принимала участие в переговорах и не была стороной соглашений, отвергнув их условия. В результате соглашения фактически не повлияли на ситуацию в Афганистане. США и Пакистан тайно продолжали поддерживать Афганскую оппозицию.

### Агония режима
15 мая 1988 года по 15 февраля 1989 года происходил вывод советских войск из Афганистана. В конце 1988 года под контролем афганского правительства находились 81 % провинциальных центров, 46,8 % уездных и волостных центров, 23,5 % уездов и волостей. После вывода советских войск правительственные силы Республики Афганистан контролировали большую часть территории страны (26 из 28 провинций, 114 из 187 уездных центров и 6110 кишлаков), в то время как вооружённые формирования оппозиции контролировали две провинции — Бамиан и Тахар — и 76 уездов.
К 1989 году оказавшись в международной изоляции, правительство Республики Афганистан не смогло справиться с отрядами моджахедов.

#### Мятеж Таная
6—7 марта 1990 вспыхнул мятеж Таная. Утром 6 марта министр обороны Афганистана Танай с группой офицеров и сильной охраной прибыл на аэродром Баграм, располагавшейся в 60 км к северо-западу от Кабула, и отдал приказ о нанесении авиаударов по Кабулу. На его стороне выступили 4-я и 15-я танковые бригады, 52-й полк связи и 40-я дивизия. Ожесточённые бои правительственных войск с мятежниками развернулись в районе Министерства обороны и вокруг авиабазы Баграм, в результаты которых правительственным войскам удалось подавить сопротивление путчистов. 7 марта, в 12 часов 25 минут, Танай вместе с другими взбунтовавшимися генералами и их семьи вылетели с аэродрома Баграм в Пакистан. 8 марта на заседании Политбюро ЦК НДПА Танай был выведен из состава её членов, а 18 марта пленум ЦК исключил его из партии.

#### Крах и свержение режима
Летом 1990 года НДПА была переименована в партию «Ватан» («Отечество») и полностью отказалась от коммунистической идеологии.
В 1990 году Наджибулла контролировал всего 10 % территории Афганистана.
16 апреля 1992 года Моджахеды без боя вошли в Кабул, и режим Наджибуллы был свергнут.
27 апреля 1992 года Моджахеды провозгласили Исламское Государство Афганистан.

### Убийство Наджибуллы
Мохаммад Наджибулла прожил последние четыре года безвыездно в миссии ООН. 27 сентября 1996 года талибы захватили Кабул. Они ворвались в здание миссии ООН, где Наджибулла вместе с братом находился с момента своего свержения, и вывезли их обоих. Как сообщили сотрудники ООН, Наджибуллу взяли в 1:30 ночи и убили в 4:30. Его подвергли пыткам. Привязав тело убитого президента к джипу, талибы протащили его на расстоянии в 2 км до перекрёстка Ариана, находящегося возле президентского дворца Арг. Они повесили изуродованное и окровавленное тело Наджибуллы и его брата Шахпура Ахмадзая за стальную проводную петлю на укреплённом КПП у ворот президентского дворца. Командир Талибана Нур Хакмал сказал
«Мы его убили, потому что он был убийцей нашего народа»